# Soweto
Soweto es un área urbana situada 24 km al suroeste de Johannesburgo, en la provincia de Gauteng, Sudáfrica. 
Soweto es una de las superficies más grandes de Sudáfrica, y su población aproximada se estima entre los 3 y los 4 millones de personas, ya que se presume que aproximadamente el 65% de los habitantes de Johannesburgo reside en Soweto, aunque el censo de 2001 los estima en 896 995. Su nombre deriva de la abreviatura silábica en inglés para South Western Townships (Asentamientos sudoccidentales).
Llegó a las noticias el 16 de junio de 1976, cuando 15 000 estudiantes produjeron disturbios ante la decisión del Gobierno de promover la educación en afrikáans en lugar de inglés. El Gobierno ametralló a los estudiantes y mató a 566 (masacre de Soweto), uno de los primeros de los cuales fue Héctor Pieterson (12 años).
Ha pasado de ser el asiento de la lucha contra el régimen de discriminación racial a ser además el emblema patente de su brutalidad.

## Historia
Durante los tiempos del apartheid, Soweto fue construida con el fin de alojar a los africanos negros que hasta entonces vivían en áreas designadas por el gobierno para los blancos (como el área multirracial llamada Sophiatown). Hoy en día, la población de Soweto sigue siendo mayoritariamente negra.
Una acelerada industrialización entre la Primera y la Segunda Guerra Mundial en Sudáfrica propició una migración masiva de la población rural hacia Johannesburgo, eje de la industria minera de la nación. Esto generó temor entre la minoría blanca ante las posibles consecuencias de la creación de un autogobierno negro. De esta manera, en 1948 se estableció un departamento de unos 65 km² para asentar a los trabajadores.
El hacinamiento y la opresión eran el distintivo principal de la vida en Soweto, como consecuencia del precipitado crecimiento durante el apartheid. Esto quedó patente en las manifestaciones de Desmond Tutu, residente de la ciudad en la década de 1970, al condenar la precariedad de la situación: escuelas deficientemente construidas, profesores sin estudios universitarios, piscinas compartidas por cientos de miles de personas, casas sin agua potable ni electricidad, etc.
El 16 de junio de 1976 aconteció el suceso más grave de la historia de Soweto, y quizás de toda la historia de Sudáfrica. Tuvo como precedente un mandato gubernamental en el que se exigía la enseñanza tanto en afrikáans como en inglés por igual, algo descabellado, teniendo en cuenta que la población urbana no hablaba ese idioma, lo cual generó una protesta, que, a pesar de ser pacífica, se saldó con unos 566 niños estudiantes muertos.
Soweto fue la máxima expresión de la oposición al apartheid hasta la elección de Nelson Mandela como presidente de Sudáfrica en 1994 dando por concluido el régimen.

## Actualidad

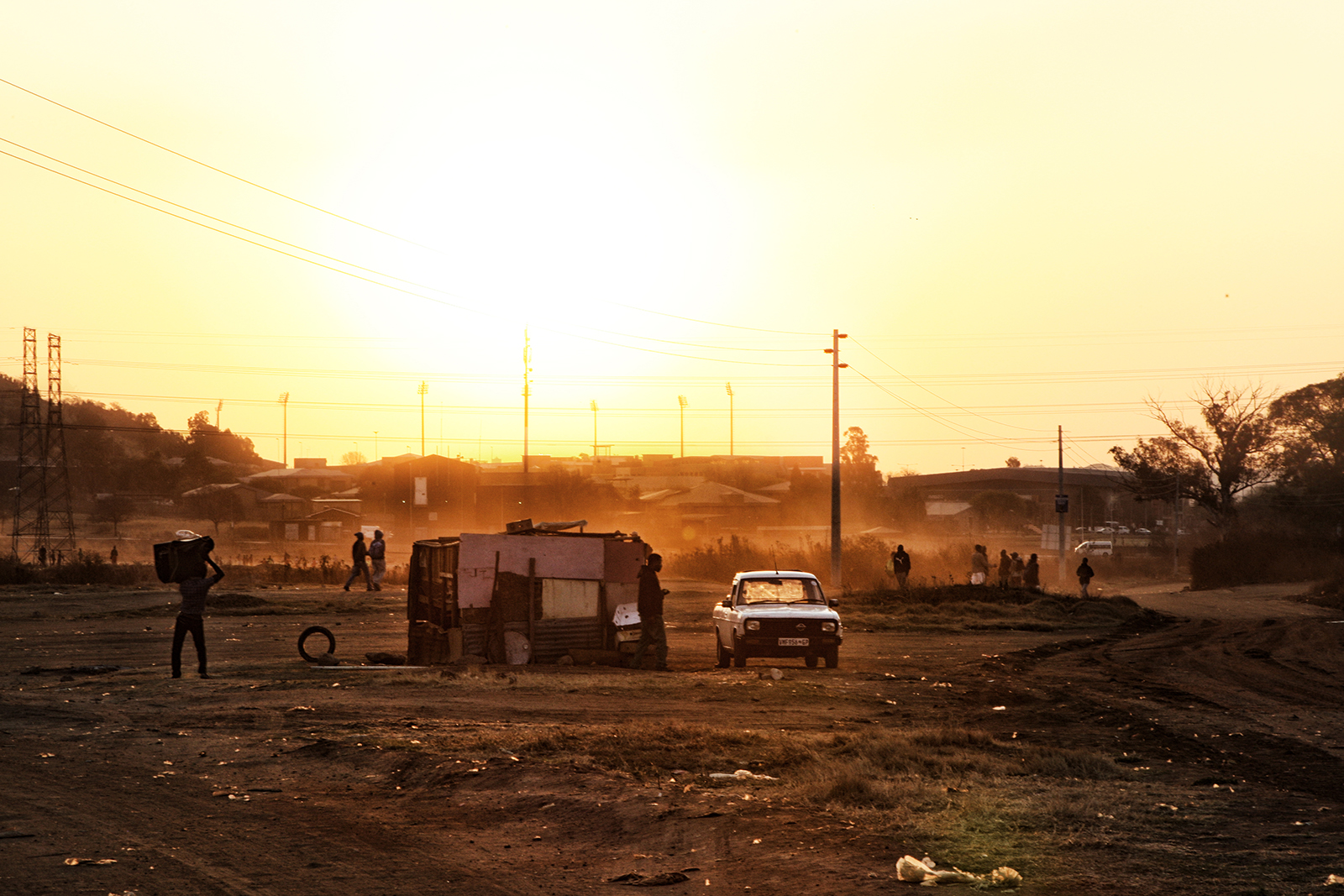
Un barrio de Soweto en 2016

En la actualidad Soweto se bifurca en diversos barrios; algunos pocos, como Orlando West y Dube, son de clase media-alta. El turismo crece poco a poco a pesar de la deprimida apariencia de la ciudad, por lo que la mayoría de las zonas de interés lo son por motivos históricos.
El nombre Soweto es una contracción del inglés "South Western Township" (Municipio del Suroeste), y no significa nada aparte de esto en ninguna otra lengua surafricana.

## Clima
Según la clasificación climática de Köppen, el clima de Soweto es del tipo subtropical de altura (Cwb).
| Parámetros climáticos promedio de Soweto | Parámetros climáticos promedio de Soweto | Parámetros climáticos promedio de Soweto | Parámetros climáticos promedio de Soweto | Parámetros climáticos promedio de Soweto | Parámetros climáticos promedio de Soweto | Parámetros climáticos promedio de Soweto | Parámetros climáticos promedio de Soweto | Parámetros climáticos promedio de Soweto | Parámetros climáticos promedio de Soweto | Parámetros climáticos promedio de Soweto | Parámetros climáticos promedio de Soweto | Parámetros climáticos promedio de Soweto | Parámetros climáticos promedio de Soweto |
| Mes                                      | Ene.                                     | Feb.                                     | Mar.                                     | Abr.                                     | May.                                     | Jun.                                     | Jul.                                     | Ago.                                     | Sep.                                     | Oct.                                     | Nov.                                     | Dic.                                     | Anual                                    |
| ---------------------------------------- | ---------------------------------------- | ---------------------------------------- | ---------------------------------------- | ---------------------------------------- | ---------------------------------------- | ---------------------------------------- | ---------------------------------------- | ---------------------------------------- | ---------------------------------------- | ---------------------------------------- | ---------------------------------------- | ---------------------------------------- | ---------------------------------------- |
| Temp. máx. media (°C)                    | 26.4                                     | 25.8                                     | 24.7                                     | 22.1                                     | 19.6                                     | 16.9                                     | 17.3                                     | 20.3                                     | 23.4                                     | 25                                       | 25.3                                     | 26.1                                     | 22.7                                     |
| Temp. media (°C)                         | 20.4                                     | 19.8                                     | 18.5                                     | 15.5                                     | 12.1                                     | 9                                        | 9.2                                      | 12.1                                     | 15.7                                     | 18                                       | 19                                       | 19.9                                     | 15.8                                     |
| Temp. mín. media (°C)                    | 14.4                                     | 13.9                                     | 12.3                                     | 8.9                                      | 4.6                                      | 1.2                                      | 1.2                                      | 4                                        | 8                                        | 11                                       | 12.7                                     | 13.7                                     | 8.8                                      |
| Precipitación total (mm)                 | 136                                      | 101                                      | 84                                       | 63                                       | 20                                       | 8                                        | 7                                        | 7                                        | 24                                       | 73                                       | 112                                      | 115                                      | 750                                      |
| Fuente: Climate-Data.org, altitud: 1667m |                                          |                                          |                                          |                                          |                                          |                                          |                                          |                                          |                                          |                                          |                                          |                                          |                                          |